# Jersey Shore (Pennsylvanie)
Pour les articles homonymes, voir Jersey Shore.
Jersey Shore est un borough du comté de Lycoming, en Pennsylvanie, aux États-Unis. Il se trouve sur la branche ouest de la Susquehanna, à 24 km au sud-ouest de Williamsport. Sa population était de 4 482 habitants lors du recensement de 2000.

## Historique
Les premiers émigrants arrivèrent en 1772, sur la rive opposée, à Fort Antes. Mais c'est l'arrivée des deux frères Manning vers 1785 qui allait décider de l'établissement du village et de son nom. En effet, le nom du village, étrange pour une commune établie au milieu de l'État de Pennsylvanie, vient du fait que Reuben et Jeremiah Manning provenaient du comté d'Essex dans le New Jersey. Les habitants de l'autre rive, venant eux de Long Island, entretenaient une forte rivalité et surnommèrent le lieu « Jersey Shore », pourtant officiellement dénommé Waynesburg. Au fil des ans, le surnom prit le pas sur le nom et c'est sous cette nouvelle identité que le village est établi comme borough le 15 mars 1826.
En 1890, le village ne possède que 1 853 habitants. L'activité forestière originale est remplacé par de nouvelles industries, qui lui permettent de progresser et de dépasser les 3 000 habitants dix ans plus tard. Mais c'est le chemin de fer qui allait donner son visage au lieu pour des dizaines d'années. En 1901, le New York Central décide d'établir ses ateliers à proximité à Avis. Ce sont 2 500 emplois qui sont dès lors annoncés, le stimulus nécessaire à l'établissement d'un réseau de tramways dans la commune.